# چارلز داروین
چارلز رابرت داروین (به انگلیسی: Charles Robert Darwin) (زاده ۱۲ فوریه ۱۸۰۹ انگلستان – درگذشته ۱۹ آوریل ۱۸۸۲، انگلستان) زیست‌شناس و زمین‌شناس انگلیسی بود که بیش از هر چیز برای یافته‌هایش در زمینهٔ دانش فرگشت شناخته می‌شود. نظریه او می‌گوید همهٔ گونه‌ها دارای نسب مشترک هستند. امروزه این نظریه در میان دانشمندان پذیرفته شده است و یکی از مفاهیم بنیادی زیست‌شناسی به‌شمار می‌آید و البته تأثیر این نظریه هرگز به زیست‌شناسی محدود نمی‌شود و حوزه‌های مختلف دیگری از علم را تحت‌تأثیر قرار داده است. داروین نظریهٔ خود مبنی بر اینکه این تبارزایش فرگشت نتیجه فرآیندی به نام انتخاب طبیعی بوده است که در آن، تلاش برای بقا تأثیر مشابه‌ای بر روی اصلاح‌نژاد گزینشی در زادگیری گزینشی دارد را نخستین‌بار در مقاله‌ای مشترک با آلفرد راسل والاس مطرح نمود. از داروین به‌عنوان یکی از مهم‌ترین انسان‌های تاریخ بشر یاد می‌شود.
همچنین کتاب خاستگاه گونه‌های او به‌عنوان یکی از مهم‌ترین کتاب‌های علمی تاریخ شناخته شده است.
در سال ۱۸۵۹، یک سال پس از انتشار مقاله‌ای مشترک با والاس، داروین کتاب خاستگاه گونه‌ها را منتشر کرد و شواهد خود مبنی بر فرگشت را در آن شرح داد؛ تا دهه هفتاد قرن ۱۹ میلادی، فرگشت به‌عنوان یک «حقیقت» در میان قشر تحصیل‌کرده پذیرفته شد. با این وجود، پس از ارائه سنتز مدرن در اوایل قرن بیستم، اجماعی در میان دانشمندان پدید آمد و انتخاب طبیعی به‌عنوان پایه و اساس سازوکار فرگشت پذیرفته شد. این کشف علمی داروین ضمن پیونددادن همه علوم زیستی به یکدیگر، تنوع زیستی را نیز توضیح می‌دهد.

## از کودکی تا دانشگاه
چارلز رابرت داروین در ۱۲ فوریه ۱۸۰۹ در خانوادهٔ پزشکی ثروتمند از شروزبری در شهرستان شراپ‌شر در انگلستان متولد شد. او پنجمین فرزند خانواده بود. پدرش رابرت داروین و مادرش سوزانا وِج‌وُود هر دو از خانواده‌های اصیل انگلیسی مسیحی یونیتارین بودند. او نوهٔ دو شخصیت مهم مدافع لغو برده‌داری، از طرف پدر اراسموس داروین و از طرف مادر جوزایا وج‌وود بود.

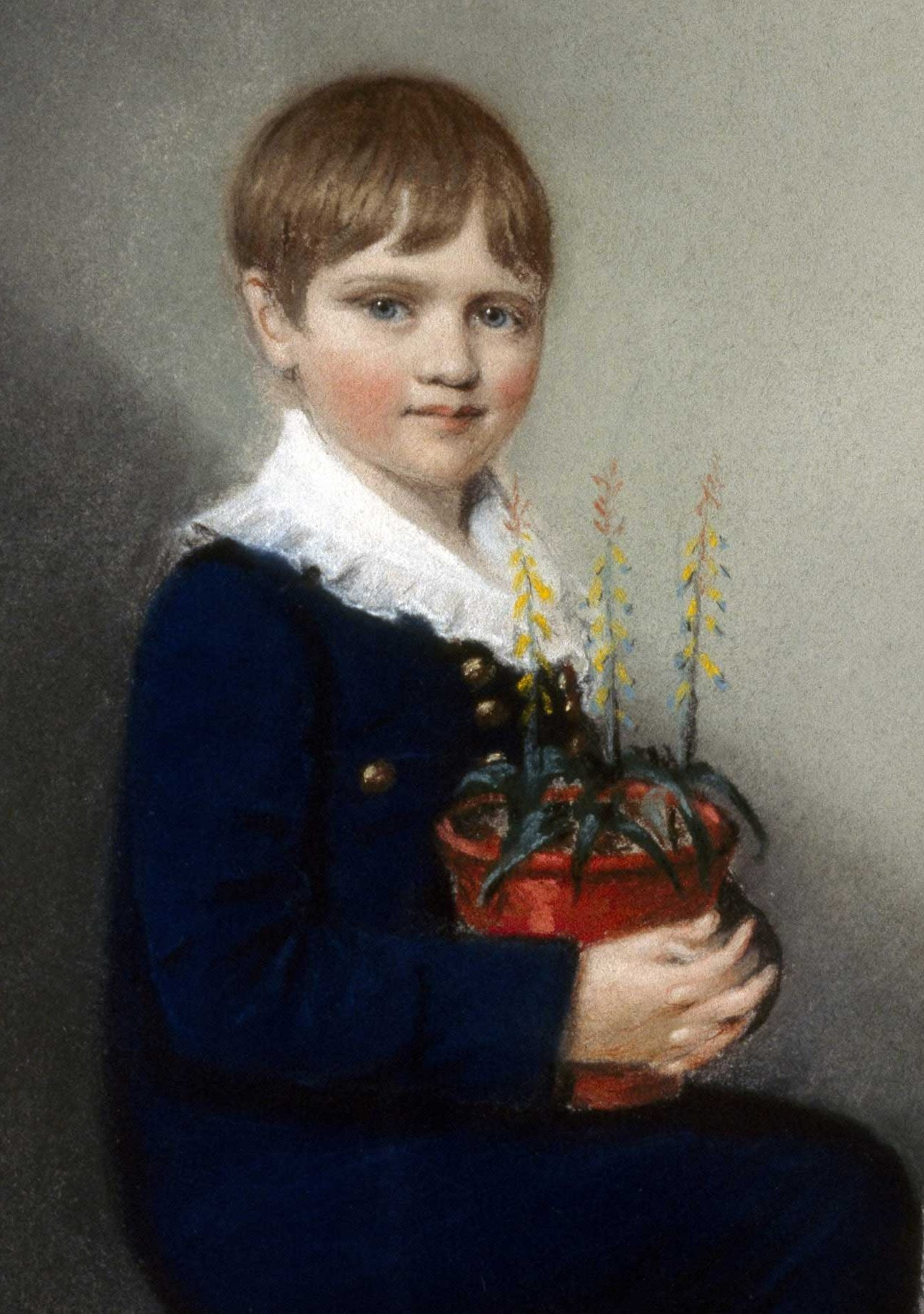
نقاشی چارلز داروین هفت‌ساله سال ۱۸۱۶.

هر دو خانواده تا حد بسیاری مسیحی یونیتارین بودند، گرچه وِج‌وُودها در میان خود انگلیکان‌ها را پذیرفته بودند. رابرت داروین، که خود نسبتاً آزاداندیش بود، فرزندش چارلز را در نوامبر ۱۸۰۹ برای غسل تعمید به کلیسای سنت چادانگلیکان، شورشبری، برد، اما چارلز و خواهران و برادرانش با مادرشان به کلیسای یونیتارین می‌رفتند. چارلز هشت‌ساله پیش از سال ۱۸۱۷ و پیوستن به مدرسه روزانه‌ای که توسط واعظ کلیسایش اداره می‌شد، به تاریخ طبیعی و جمع‌آوری مطالبی در مورد آن علاقه داشت. ژوئیه همان سال مادرش درگذشت. از سپتامبر ۱۸۱۸ او به برادر بزرگترش اراسموس در مدرسه شبانه‌روزی انگلیکن شروزبری در شهر همسایه پیوست.
داروین در اکتبر ۱۸۲۵ پس از صرف یک سال کارآموزی در کنار پدرش به همراه برادرش اراسموس برای تحصیل به دانشکدهٔ پزشکی دانشگاه ادینبرو رفت (که در آن زمان بهترین دانشکده پزشکی انگلستان بود). اما خشونت عملیات جراحی باعث شد که آموختن پزشکی را رها کند و در عوض نزد یک بردهٔ سیاهپوستِ آزاد شده به نام جان ادمونستن که چارلز واترتن را در جنگل‌های بارانی آمریکای جنوبی همراهی کرده بود، در مدت تقریباً ۴۰ جلسهٔ روزانهٔ یک ساعته تاکسیدرمی بیاموزد.
در دومین سال حضور در دانشگاه چارلز به جامعه پلینیان، یک گروه دانشجویی تاریخ طبیعی
پیوست. در این گروه، دانشجویان رادیکال دموکرات با دیدگاه‌های ماتریالیستی، مفاهیم مذهبی رایج از علم را به چالش می‌کشیدند.  داروین به رابرت ادموند گرانت در پژوهش‌هایش در کالبدشناسی و چرخهٔ زندگی بی‌مهرگان دریایی در خور فورث کمک کرد. او در ۲۷ مارس ۱۸۲۷ کشفیات خودش را در مورد اینکه تخم‌های سیاه یافت شده در پوستهٔ صدف چروک تخم‌های زالوی اسکیت بودند در پلینیان ارائه کرد. روزی گرانت ایده‌های فرگشتی لامارک را ستایش کرد. داروین از جسارت گرانت شگفت‌زده شد، اما به تازگی ایده‌های مشابهی در یادداشت‌های پدر بزرگش اراسموس خوانده بود. داروین از درس تاریخ طبیعی که رابرت جیم‌سان ارائه می‌داد خسته شد. درس زمین‌شناسی جیم‌سان شامل بحث میان نپتونیسم و پلوتونیسم بود. داروین طبقه‌بندی گیاهان را یادگرفت و به کلکسیون موزه دانشگاه-که در آن زمان یکی از بزرگ‌ترین موزه‌های اروپا بود. - کمک می‌کرد.

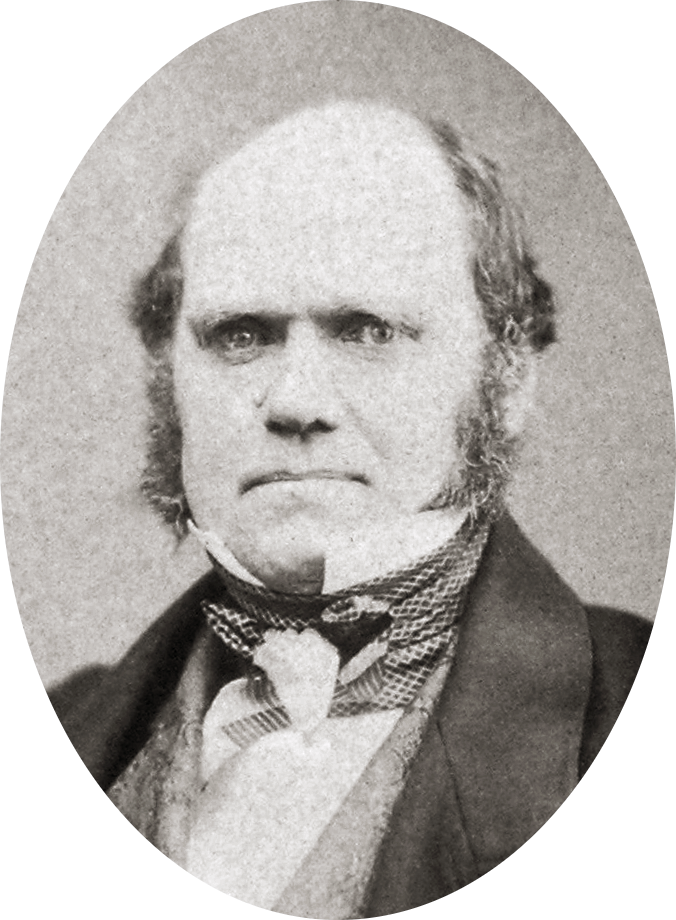
داروین در سال ۱۸۵۵

انصراف داروین از تحصیل پزشکی پدرش را ناراحت کرد و او با قاطعیت چارلز را به کالج مسیح دانشگاه کمبریج فرستاد تا به عنوان نخستین گام برای کشیش انگلیکن محلی شدن لیسانس بگیرد. چون داروین نتوانست در امتحان پایانی موفق شود، در ماه ژانویه ۱۸۲۸ به دورهٔ عادی پیوست. او سوارکاری و تیراندازی را به مطالعه ترجیح می‌داد. پسرعمویش ویلیام داروین فاکس او را عاشق و دیوانه ی جمع‌آوری سوسک معرفی کرد؛ داروین این کار را مشتاقانه دنبال می‌کرد، تعدادی از یافته‌های او در کتاب نقاشی‌هایی از حشرات بریتانیا اثر جیمز فرانسیس استفنز چاپ شد. داروین دوست نزدیک و دنباله‌رو پروفسور گیاه‌شناسی جان استیونس هنسلو شد و با دیگر روحانیون طبیعت‌گرای برجسته ملاقات کرد. این روحانیون کار علمی را به عنوان الهیات طبیعی مذهبی می‌پنداشتند. داروین برای دانشجویان به عنوان «مردی که با هنسلو قدم می‌زند» شناخته شد. داروین زمان نزدیک شدن امتحانات خود را وقف مطالعه کرد و زبان و منطق کتاب «اثبات مسیحیت» نوشتهٔ ویلیام پیلی (چاپ ۱۷۹۴)او را خشنود ساخت. داروین در امتحانات پایانی‌اش در ژانویهٔ ۱۸۳۱ عملکرد خوبی داشت و در میان ۱۷۸ داوطلب دوره عادی نفر دهم شد.

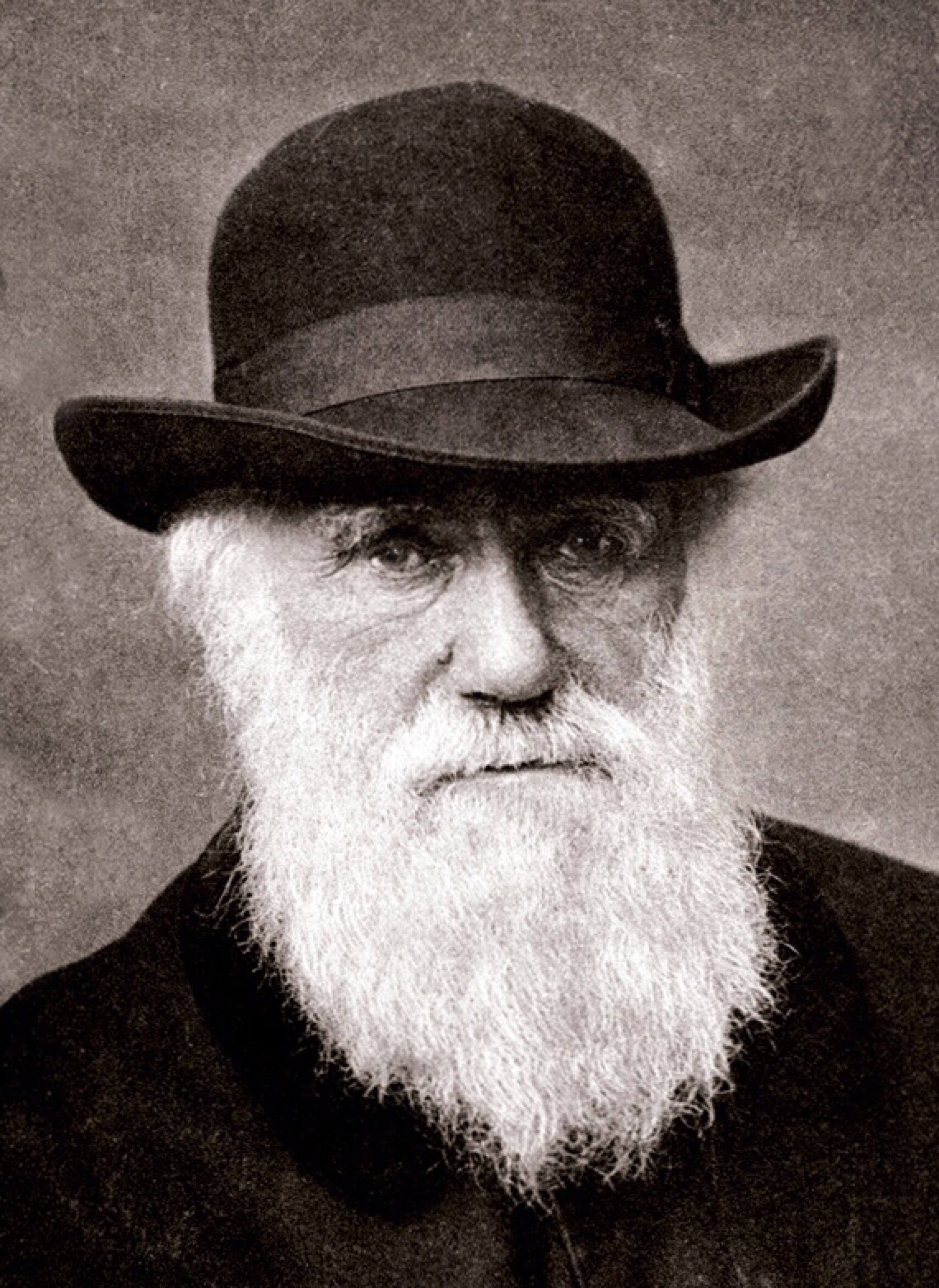
داروین در سال ۱۸۸۰

داروین مجبور بود تا ژوئن ۱۸۳۱ در کمبریج بماند. او کتاب الهیات طبیعی و یا مدارک وجود خدا و صفات او نوشتهٔ ویلیام پیلی را مطالعه کرد (که نخستین بار در سال ۱۸۰۲ چاپ شده بود)، و موجب بحث در مورد طرحی الهی در طبیعت شد و توضیح می‌داد که سازگاری عمل خداوند از طریق قوانین طبیعی است. او کتاب جدید جان هرشل مباحثی مقدماتی در مورد مطالعهٔ فلسفه طبیعی (۱۸۳۱) را خواند. این کتاب بالاترین هدف فلسفه طبیعی را درک چنین قوانینی از طریق استقرا و برپایه مشاهده توصیف می‌کرد. داروین کتاب روایت شخصی سفرهای علمی الکساندر فون هومبولت میان سال ۱۷۹۹ تا ۱۸۰۴ را هم خواند. داروین با «اشتیاقی سوزان» از هومبولت الهام گرفته و برای دیدن تنریف به همراه تعدادی از هم‌کلاسیهایش و پس از فارغ‌التحصیلی و مطالعهٔ تاریخ طبیعی در مناطق گرمسیری برنامه‌ریزی کرد. برای آمادگی در درس زمین‌شناسی آدام سجویک شرکت کرد و سپس در ۴ اوت به همراه او به مسافرت دو هفته‌ای رفت تا از چینه‌های ولز نقشه‌برداری کنند.

## آثار
کتاب  خاستگاه گونه‌ها  (On the Origin of Species) مهم‌ترین اثر چارلز داروین، دانشمند و زیست‌شناس اهل بریتانیا است که در سال ۱۸۵۹ چاپ شد. داروین در این کتاب نظرات جدیدی دربارهٔ فرگشت، پیدایش حیات و انقراض انواع جانداران بیان کرد. کتاب در زمان خود با جنجال‌های فراوان، انقلابی در دانش زیست‌شناسی پدید آورد.
- خاستگاه گونه ها، ۱۸۵۹
- تبار انسان و گزینش در ارتباط با جنسیت، ۱۸۷۱
- بیان هیجان‌ها در انسان و جانوران، ۱۸۷۲
- سفر بیگل، ۱۸۳۹
- گوناگونی جانوران و گیاهان در اهلی‌شدن، ۱۸۸۶
- تشکیل کپک گیاهی از طریق عمل کرم‌ها، ۱۸۸۱
- ساختار و گستره صخره‌های مرجانی، ۱۸۴۲
- گیاهان حشره‌خوار، ۱۸۷۵
- نیروی حرکت در گیاهان، ۱۸۸۰
- جانورشناسی سفر اچ‌ام‌اس بیگل ، ۱۸۳۸-۱۸۴۳

## سفر با بیگل

مسیر سفر با «بیگل»، از ۱۸۳۱ تا ۱۸۳۶

پس از ترک سجویک در ولز، داروین هفته‌ای را با دوستان دانشجویش در بارموث گذراند و سپس ۲۹ اوت به خانه برگشت متوجه نامه‌ای از هنسلو شد که در آن به او پیشنهاد داده بود به عنوان یک طبیعی‌دان (گرچه ناکامل) با هزینهٔ اضافی خودش در کشتی اچ‌ام‌اس بیگل کاپیتان رابرت فیتزروی همراه شود و تأکید کرده بود که این موقعیتی برای یک جنتلمن است و نه یک «گردآورندهٔ صرف». این کشتی به مدت چهار هفته به یک سفر اکتشافی رفت تا نقشه ساحل آمریکای جنوبی را تهیه کند. رابرت داروین به برنامه پسرش، سفر دریایی دو ساله، اعتراض کرد چون آن را اتلاف وقت می‌دانست، اما برادر زنش جوزایا وج‌وود دوم او را متقاعد کرد که موافقت کرده و هزینه مشارکت فرزندش را بپردازد. داروین مراقب بود که کارش را خصوصی انجام دهد تا بتواند به مجموعه خود  کنترل داشته باشد و قصد داشت آن را برای یک مؤسسه علمی بزرگ نگه دارد.
پس از تاخیرهایی سفر با کشتی ۲۷ دسامبر ۱۸۳۱ شروع شد و پنج سال طول کشید. همان‌طور که فیتزروی خواسته بود داروین بیشتر این مدت را در خشکی صرف پویش‌های زمین‌شناختی، بررسی سنگواره‌ها و مطالعه بر روی جانداران کرد، درحالی‌که کشتی بیگل سواحل رابررسی و نقشه‌برداری می‌کرد. داروین از مشاهدات و نظریات نظری خود یادداشت‌های دقیقی برداشت، و با فواصلی در طی سفرش نمونه‌هایش را با نامه‌هایی به کمبریج و ازجمله یک کپی از کتاب سفر بیگل را برای خانواده‌اش فرستاد. او کمی در زمین‌شناسی، گردآوری سوسک و کالبدشکافی بی‌مهرگان دریایی تخصص داشت، ولی در بقیه موارد مبتدی بود و با مهارت نمونه‌هایی را برای ارزیابی متخصصین گردآوری کرد. داروین علی‌رغم ناراحتی شدید از دریاگرفتگی در عرشهٔ کشتی یادداشت‌های فراوانی نوشت. بیشتر یادداشت‌های جانورشناسی او در مورد بی‌مهرگان دریایی بود و با پلانکتون شروع می‌شد که در دوره آرام گردآوری شده بود.
داروین در نخستین توقف خود در ساحل شهر سانتیاگودر تشکیل شده از کیپ ورد متوجه شد که نوار سفید روی صخره‌های سنگ آتشفشانی حلزون دریایی هستند. فیتزروی نخستین جلد کتاب اصول زمین‌شناسی چارلز لایل را به او داده بود که در آن مفاهیم همدیس‌گرایی و تغییرات تدریجی سطح زمین را طی دوره‌های زمانی طولانی توضیح می‌داد. داروین چیزها را به روش لایل دید و به نظریه‌پردازی و نوشتن کتابی در مورد زمین‌شناسی فکر کرد. هنگامی که به برزیل رسیدند، داروین از وجود جنگل‌های گرمسیری خوشحال شد، اما از دیدن برده‌داری متنفر بود و در مورد این موضوع با فیتزروی بحث کرد. نقشه‌برداری در جنوب پاتاگونیا ادامه یافت. آن‌ها در باییا بلانکا توقف کردند، و در صخره‌های نزدیک پونتا آلتا داروین فسیل‌های بسیاری از استخوان‌های پستانداران منقرض‌شده به همراه صدف‌های دریایی جدید را کشف کرد، که انقراض‌های جدید را بدون هیچ نشانه‌ای از تغییرات آب‌وهوایی یا بلایای طبیعی نشان می‌داد. او بزرگ‌دَد کمتر شناخته‌شده‌ای را به‌وسیلهٔ یک دندان و ارتباطش با زره استخوانی تشخیص داد، ابتدا به نظرش می‌رسید مشابه یک نمونهٔ غول‌آسا از زره آرمادیلو محلی است. یافته‌هایش زمانی که به انگلستان رسیدند توجه بسیاری را جلب کرد.
در اسب‌سواری‌هایش به همراه گاچوها در داخل کشور برای کشف زمین‌شناسی و جمع‌آوری فسیل‌های بیشتر، داروین در مورد هر دو هم افراد بومی و هم مردم ساکن در مستعمرات در زمان انقلاب بینش اجتماعی، سیاسی و انسان‌شناسی کسب کرد و متوجه شد دو نوع پرندهٔ ریا قلمروهای جداگانه ولی دارای اشتراک دارند. زمانی که بیشتر به طرف جنوب رفتند دشت‌هایی را دید که به شکل پلکانی و از سنگریزه‌های گرد و حلزون‌های دریایی و بیش از حد معمولی مرتفع بودند و یک سری برآمدگی‌هایی را نشان می‌دادند. او دومین جلد کتاب لایل را خوانده و نظر او در مورد «مراکز خلقت» گونه‌ها را پذیرفت، اما کشفیات و نظریهٔ خود او ایده‌های لایل را در مورد انقراض آرام و تدریجی گونه‌ها را به چالش می‌کشید.

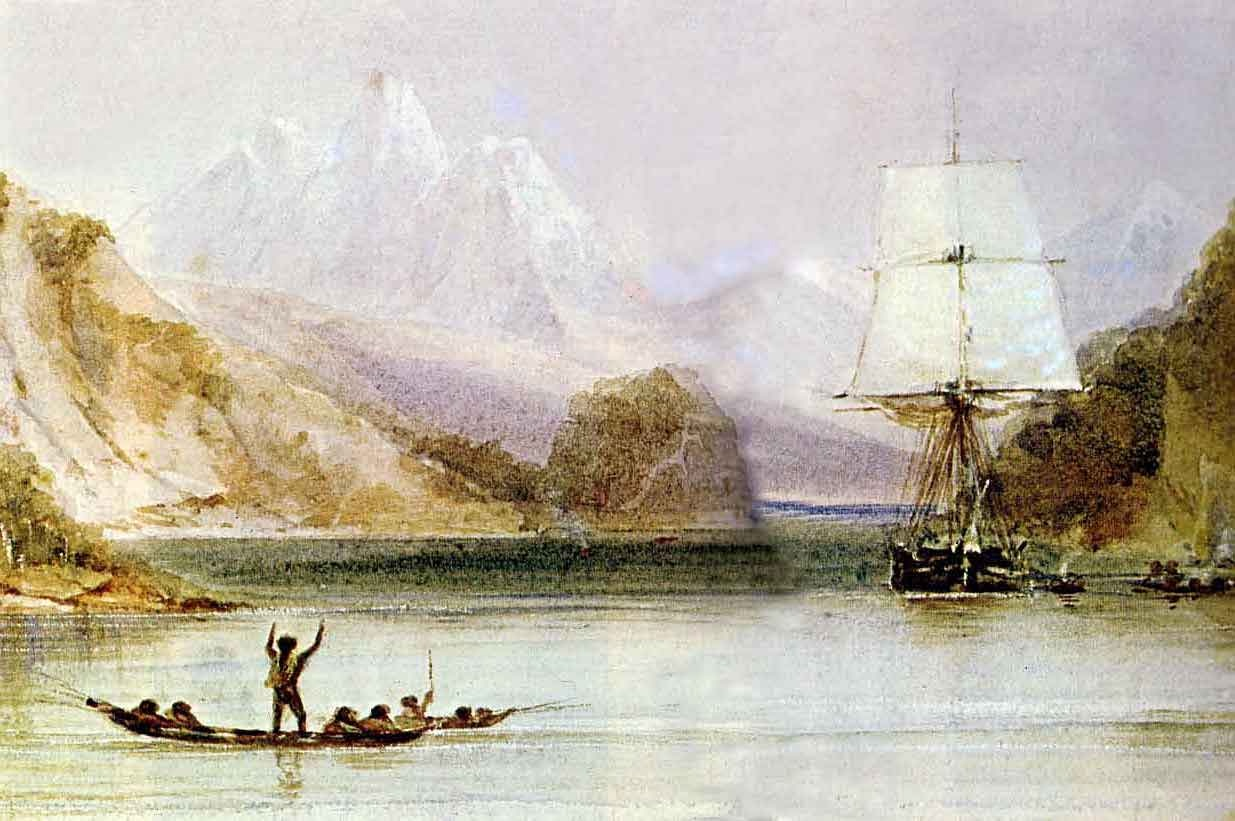
درحالی‌که اچ‌ام‌اس بیگل از سواحل آمریکای جنوبی نقشه‌برداری می‌کرد، داروین در مورد زمین‌شناسی و دلیل انقراض پستانداران غول‌پیکر نظریه‌پردازی می‌کرد.

سه نفر از اهالی فوجی روی عرشهٔ کشتی در نخستین سفر بیگل گرفته شده بودند، سپس در طی اقامت یک‌ساله در انگلستان برای مبلغ شدن تحت آموزش قرار گرفته بودند. داروین رفتار آن‌ها را دوستانه و خودشان را متمدن یافت، با این‌حال در تیرا دل فوئگو با وحشیان بدبخت و خواری مواجه شد که از جانوران اهلی وحشی‌تر بودند. او متقاعد شد، که علی‌رغم تنوع، همهٔ انسان‌ها منشأ مشترکی به هم وابسته بودند و استعداد فرگشت و متمدن شدن را داشتند. بی‌شباهت به دوستان دانشمندش، اکنون او باور داشت که هیچ شکاف غیرقابل عبوری میان انسان و جانور وجود ندارد. پس از یک سال مأموریت تبلیغی رها شد، آن سه فرد اهل فوجی که آن‌ها را جیمی باتن می‌نامیدند، مثل بومی‌ها زندگی می‌کردند، زن داشتند و دلشان نمی‌خواست به انگلستان برگردند.
داروین در شیلی زمین‌لرزه‌ای را تجربه کرد و نشانه‌های بالا رفتن زمین را دید از جمله بستری از صدف‌های سیاه که روی بالاترین امواج قرار گرفته بودند. در بالای کوه‌های آند حلزون‌های دریایی و چندین فسیل از درختانی که در سواحل شنی رشد کرده بودند مشاهده کرد. او نظریه‌پردازی کرد که به هنگام بالا آمدن زمین جزایر اقیانوسی پایین رفته و آب‌سنگ‌های مرجانی دور آن‌ها رشد کرده و آب‌سنگ‌های حلقوی را تشکیل می‌دهند.
در زمین‌شناسی جزایر گالاپاگوس جدید، داروین به دنبال شواهدی برای متصل کردن حیات‌وحش به نظریه قدیمی «مرکز آفرینش» بود، و متوجه شد که مرغ‌های مقلد به آن‌هایی که در شیلی بودند مربوطند ولی جزیره به جزیره فرق می‌کنند. او شنیده بود که تغییرات جزئی در شکل لاک لاک‌پشت‌ها نشان می‌دهد که مال کدام جزیره هستند، اما حتی پس از خوردن لاک‌پشت‌های خوراکی به‌عنوان غذا نتوانست آن‌ها را جمع‌آوری کند. در استرالیا، کانگوروهای موش‌وارکیسه‌دار و نوک‌اردکی‌ها چنان غیرعادی به نظر می‌رسیدند که داروین فکر کرد دو موجود تقریباً متمایز هستند. او بومیان استرالیا را شوخ‌طبع و خوشحال یافت و به کاهش جمعیت آن‌ها توسط ساکنان اروپایی استرالیا اشاره کرد.
فیتزروی در مورد چگونگی تشکیل آب‌سنگ‌های حلقوی جزایر کوکوس را مورد بررسی قرار داد و یافته‌هایش نظریهٔ داروین را تأیید کرد. فیتزروی شروع به نوشتن کتاب داستان‌های سفر با کشتی بیگل کرد و پس از خواندن خاطرات داروین پیشنهاد کرد که او هم آن‌ها را چاپ کند. سرانجام کتاب سفر بیگل داروین هم در جلد سوم جداگانه‌ای از خاطرات سفر با کشتی بازنویسی شد.
در کیپ‌تاون داروین و فیتزروی جان هرشل ملاقات کردند، او اخیراً نامه‌ای به لایل نوشته و نظری همدیس‌گرایی او را تحسین کرده‌بود و آن را گشایش گمانه‌زنی‌های جسورانه در مورد «آن راز رازها»، جایگزینی گونه‌های منقرض شده با دیگر گونه‌ها به عنوان روشی طبیعی در مقایسه با روند معجزه‌آسا» نامیده بود. زمانی که کشتی در حال بازگشت به خانه بود و داروین یادداشت‌هایش را مرتب می‌کرد نوشت: اگر شک در حال افزایش من در مورد مرغ‌های مقلد، لاک‌پشت‌ها و گرگ جزیره فالکلند صحیح باشد، چنین حقایقی نظریه تثبیت گونه‌ها را تضعیف می‌کند و سپس پیش از تضعیف با احتیاط «خواهد» افزود. سپس نوشت: به نظرم چنین حقایقی نوری روی خاستگاه گونه‌ها بیندازند.

## آغاز نظریه فرگشت داروین

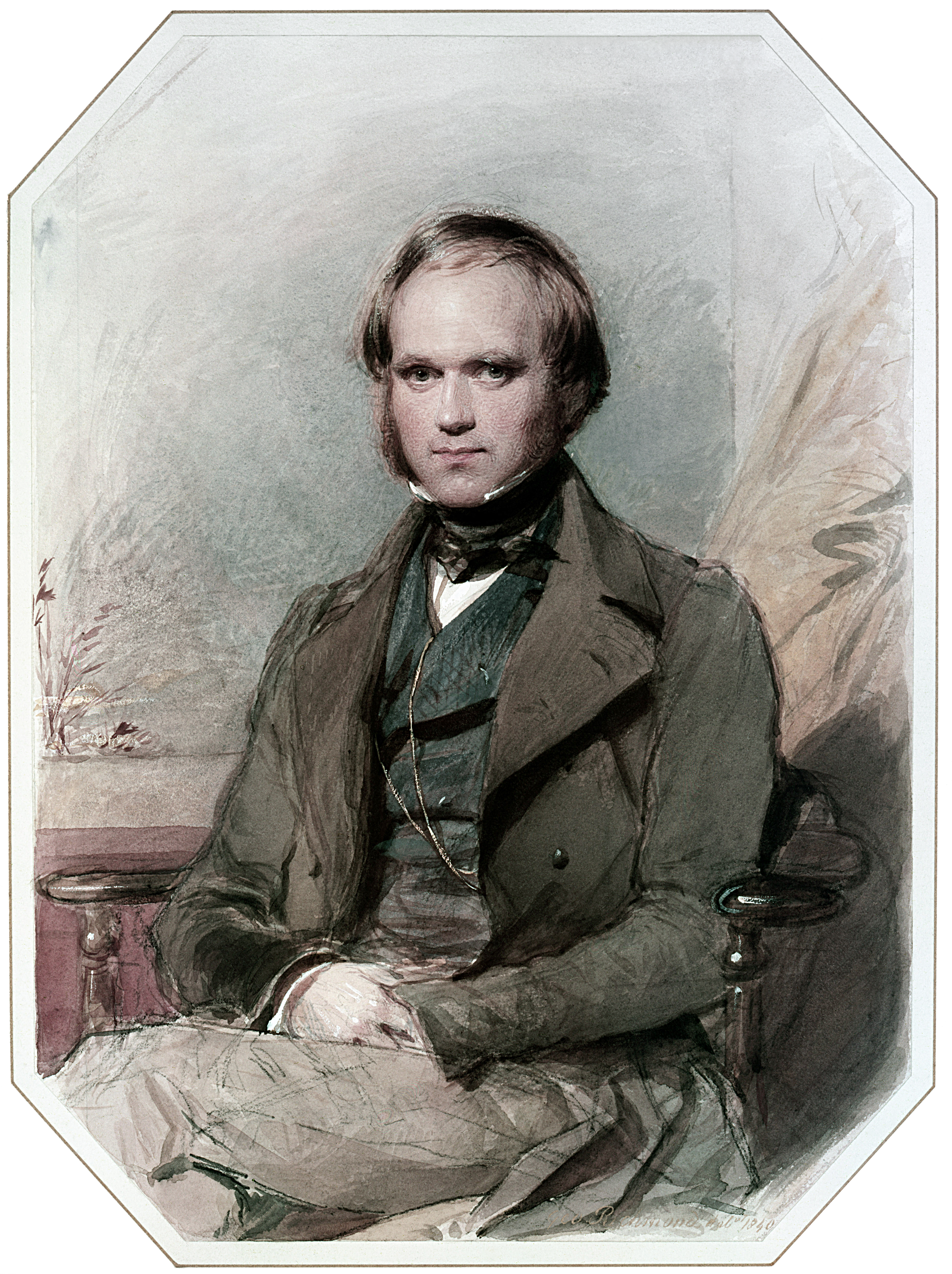
داروین درحالی‌که هنوز مرد جوانی بود به جامعهٔ نخبگان علمی پیوست.

زمانی که کشتی در دوم اکتبر ۱۸۳۶ به فالموث، کورنوال رسید، تقریباً در مراکز علمی مشهور بود چون جان استیونس هنسلو در دسامبر ۱۸۳۵ با دادن جزوهٔ نامه‌های زمین‌شناسی داروین به طبیعی‌دانان منتخب شهرت شاگرد سابقش را گسترش داده بود. داروین به خانه‌اش در شربری رفته و خویشاوندانش را دید، سپس برای دیدن هنسلو با عجله به کمبریج رفت، هنسلو به او توصیه کرد طبیعی‌دانانی را پیدا کرده و برای مجموعه‌ای که گردآوری کرده کاتالوگی فراهم کند و موافقت کرد برای گونه‌های گیاهی این کار را انجام دهد. پدر داروین ترتیب سرمایه‌گذاری را دارد تا پسرش بتواند دانشمند مستقلی شود، و داروین هیجان‌زده و با افتخار در موسسات اطراف لندن می‌گشت تا متخصصانی را برای توصیف مجموعه‌هایش پیدا کند. جانورشناسان کار را با تأخیر بسیاری انجام می‌دادند و بیم آن می‌رفت که بسیاری از نمونه‌ها در انبار بمانند.
چارلز لایل با اشتیاق داروین را برای نخستین بار در ۲۹ اکتبر ملاقات کرد و طولی نکشید که او را به کالبدشناس در حال پیشرفت ریچارد اوون معرفی کرد. اوون برای کار با استخوان فسیل‌هایی که داروین گردآوری کرده بود امکانات کالج سلطنتی جراحان انگلستان را بکار گرفت. او با کمال شگفتی متوجه شد که فسیل‌ها متعلق به گونه‌هایی است که نسلشان منقرض شده است. موجودات غول‌پیکری مثل تنبل زمینی و نیز بزرگ‌دد، فسیل‌ها شاملِ اسکلت تقریباً کاملی از اسکلی‌دوتریوم و جمجمه‌ای در اندازهٔ اسب آبی و مشابه جونده‌ای به نام کمان‌دندان و شبیه غولی برگچه‌خوار بودند. قطعات اسکلت همان‌طور که داروین ابتدا فکر می‌کرد، واقعاً مال شیاردندان، موجود عظیم‌الجثهٔ شبیه آرمادیلو، بودند. این موجودات منقرض شده با گونه‌های زنده در آمریکای جنوبی مرتبط بودند. در اواسط دسامبر داروین مقیم کمبریج شد تا کار بر روی مجموعه‌هایش را سازماندهی کرده و یادداشت‌های سفرش را مرور کند. او در نخستین نامه‌اش شواهدی از بالا آمدن منطقه وسیعی از زمین آمریکای جنوبی را ارائه کرد و با حمایت مشتاقانهٔ لایل آن را در ۴ ژانویه ۱۸۳۷ برای انجمن زمین‌شناسی لندن خواند. در همان روز، گونه‌های پستاندار و پرندهٔ مجموعه‌اش را در انجمن زمین‌شناسی لندن به نمایش گذاشت. در مدتی کوتاه جان گولدِ پرنده‌شناس اعلام کرد پرندگان گالاپاگوس که داروین فکر می‌کرد ترکیبی از توکای سیاه، سینه‌سرخ و سهره باشند، در واقع دوازده گونهٔ متفاوتِ فنچ هستند. در ۱۷ فوریه داروین به عنوان عضو شورای انجمن زمین‌شناسی انتخاب شد، و لایل سخنرانی خود در مقام رئیس انجمن زمین‌شناسی را به یافته‌های ریچارد اوون دربارهٔ مجموعه سنگواره‌های داروین اختصاص داد، با تأکید بر این مطلب که پیوستگی جغرافیایی گونه‌ها نظریات همدیس‌گرایی او را تأیید می‌کنند.
اوایل مارس داروین به لندن نقل مکان کرد تا نزدیک محل کارش باشد. داروین به دایرهٔ اجتماعی دانشمندان لایل و متخصصانی مثل چارلز ببیج، کسی که خداوند را برنامه‌ریز قوانین توصیف می‌کرد، پیوست. داروین با برادر آزاداندیش خود اراسموس بخشی از دایرهٔ حزب ویگ و دوست نزدیک هریت مارتینو نویسنده باقی ماند. مارتینو براساس قانون بحث‌برانگیز حزب ویگ با نام اصلاحات قوانین ضعیف موجب ارتقای مالتوسیانیسم شد که معتقد بود افزایش جمعیت موجب فقر بیشتر و توقف رفاه می‌گردد او هم چنین به عنوان یک یونیتارین، به پیامدهای رادیکال تراجهش گونه‌ها که توسط گرانت و جراحان جوانتر تأثیر گرفته از ژفروآ ارتقا یافته بود خوشامد گفت. تراجهش مورد لعن انگلیکان مدافع نظم اجتماعی بود، اما دانشمندان مشهور علناً و بی‌پرده در مورد موضوع بحث می‌کردند و علاقهٔ گسترده‌ای به نامهٔ جان هرشل وجود داشت. هرشل در نامه‌اش رویکرد لایل را تحسین می‌کرد و آن را راهی برای یافتن دلیل طبیعی خاستگاه گونه‌های جدید می‌دانست.
گولد داروین را ملاقات کرده و به او گفت مرغ‌های مقلد جزیره گالاپاگوس نه گونه‌ای مرغ مقلد بلکه گونه‌های جدا شده و متفاوت از مرغ‌های جزایر دیگر هستند و پرنده‌ای را که داروین یک الیکایی تصور می‌کرد در گروه فنچ قرار داشت. داروین فنچ‌ها را با نام جزایر محل زندگی‌شان نامگذاری نکرده بود، بلکه با توجه به یادداشت‌های دیگران در کشتی، از جمله فیتزروی، او نام جزایر را به گونه‌ها اختصاص داد. دو ریا هم از گونه‌های متمایز بودند، و در ۱۴ مارس داروین اعلام کرد چگونه با رفتن به سمت جنوب پراکندگی آن‌ها تغییر کرد.

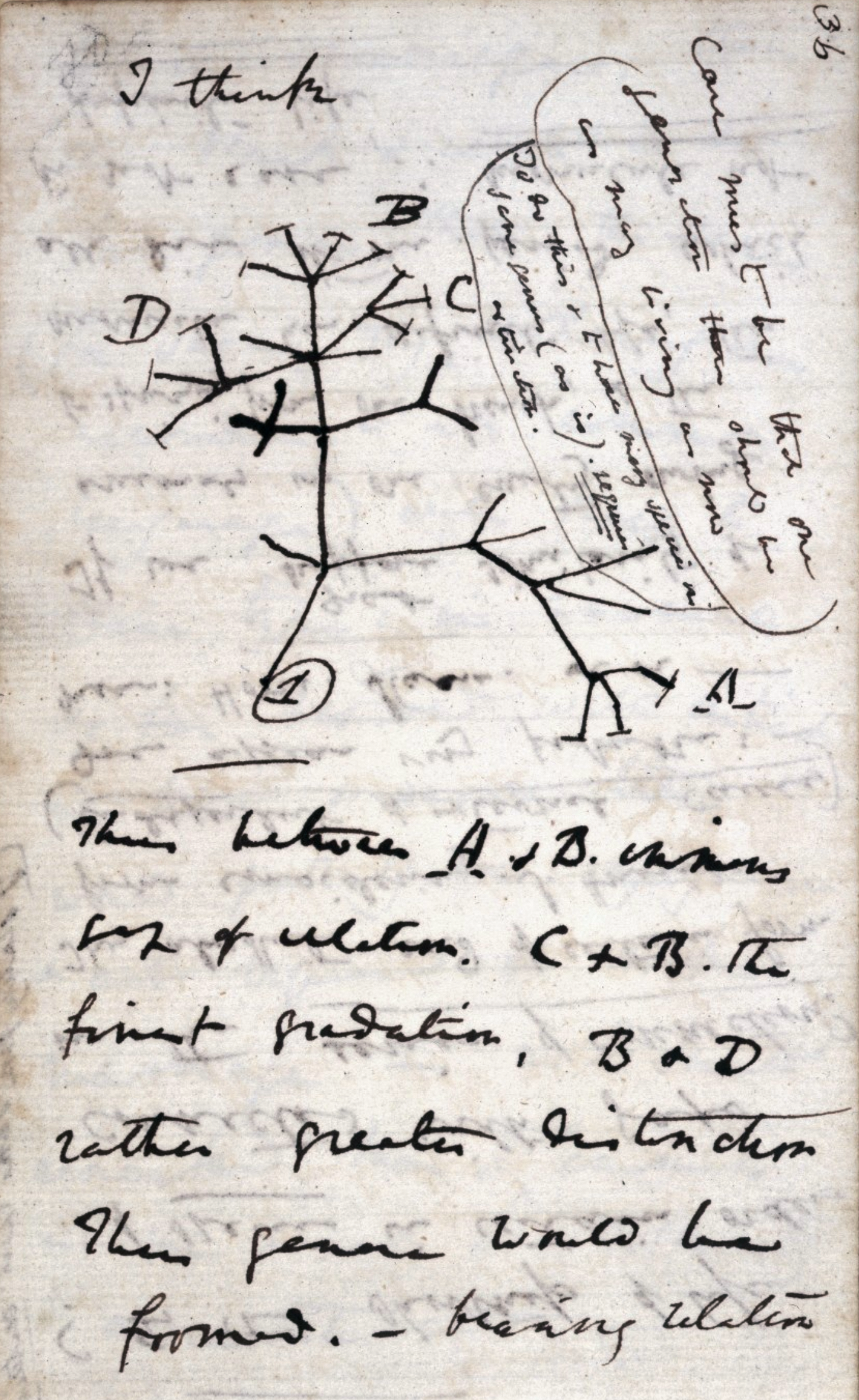
در اواسط ژوئیه ۱۸۳۷ دفتر یادداشت شمارهٔ «B» خود را در مورد تراجهش گونه‌ها شروع کرده و در صفحهٔ ۳۶ آن نوشت: «من بالاتر از همه به نخستین درخت زندگی‌اش فکر می‌کنم.»

## دستاوردهای علمی پیش از ارائه نظریه فرگشت
در تمام طول سفر، داروین همواره از حمایت‌های استاد سابقش برخوردار بود. هنسلو ترتیب چاپ نوشته‌های داروین را می‌داد و سنگواره‌های جمع‌آوری شده را در اختیار زیست‌شناسان معتبر می‌گذاشت؛ به‌طوری‌که هنگامی که در دوم اکتبر ۱۸۳۶ بیگل به بریتانیا بازگشت، داروین در جمع دانشمندان شهرتی پیدا کرده بود. او پس از دیداری از خانه و ملاقات با پدر به لندن رفت و گروهی از بهترین زیست‌شناسان را گرد آورد تا بر روی نمونه‌های گیاهی، جانوری و زمین‌شناختی جمع‌آوری شده مطالعه کنند. هنسلو داروین را به ریچارد اوون زیست‌شناس معروف معرفی کرد. هنگامی که اوون در کالج پادشاهی جراحان بر روی مجموعه سنگواره‌های داروین کار کرد با کمال شگفتی متوجه شد که آن متعلق به گونه‌هایی از جوندگان غول‌پیکر و تنبل‌هاست که نسلشان منقرض شده است. این کشف بیش ازپیش بر اعتبار داروین افزود.
در ۱۷ فوریه ۱۸۳۷ لایل سخنرانی خود در مقام رئیس انجمن زمین‌شناسی را به یافته‌های ریچارد اوون دربارهٔ مجموعه سنگواره‌های داروین اختصاص داد با این مضمون که گونه‌های منقرض شده با گونه‌های فعلی همان منطقه در ارتباطند. در همان جلسه داروین به عنوان عضو شورای انجمن زمین‌شناسی برگزیده شد.
نگارش کتاب ی دربارهٔ زمین‌شناسی آمریکای جنوبی و تألیف کتاب چند جلدی جانورشناسی کشتی بیگل از جمله دیگر پروژه‌هایی بود که داروین در آن مشارکت کرد.
فعالیت‌های علمی شدید داروین تا اواسط ۱۸۳۷ ادامه یافت. در این زمان او به توصیه پزشکان از فشار کار کم و برای استراحت در ییلاق اقامت کرد.
این مرخصی یک ساله فرصت مناسبی برای وی بود تا بیش از پیش روی موضوع مورد علاقه‌اش یعنی پژوهش در مورد نظریه فرگشت متمرکز شود.

## پیدایش نظریه فرگشت

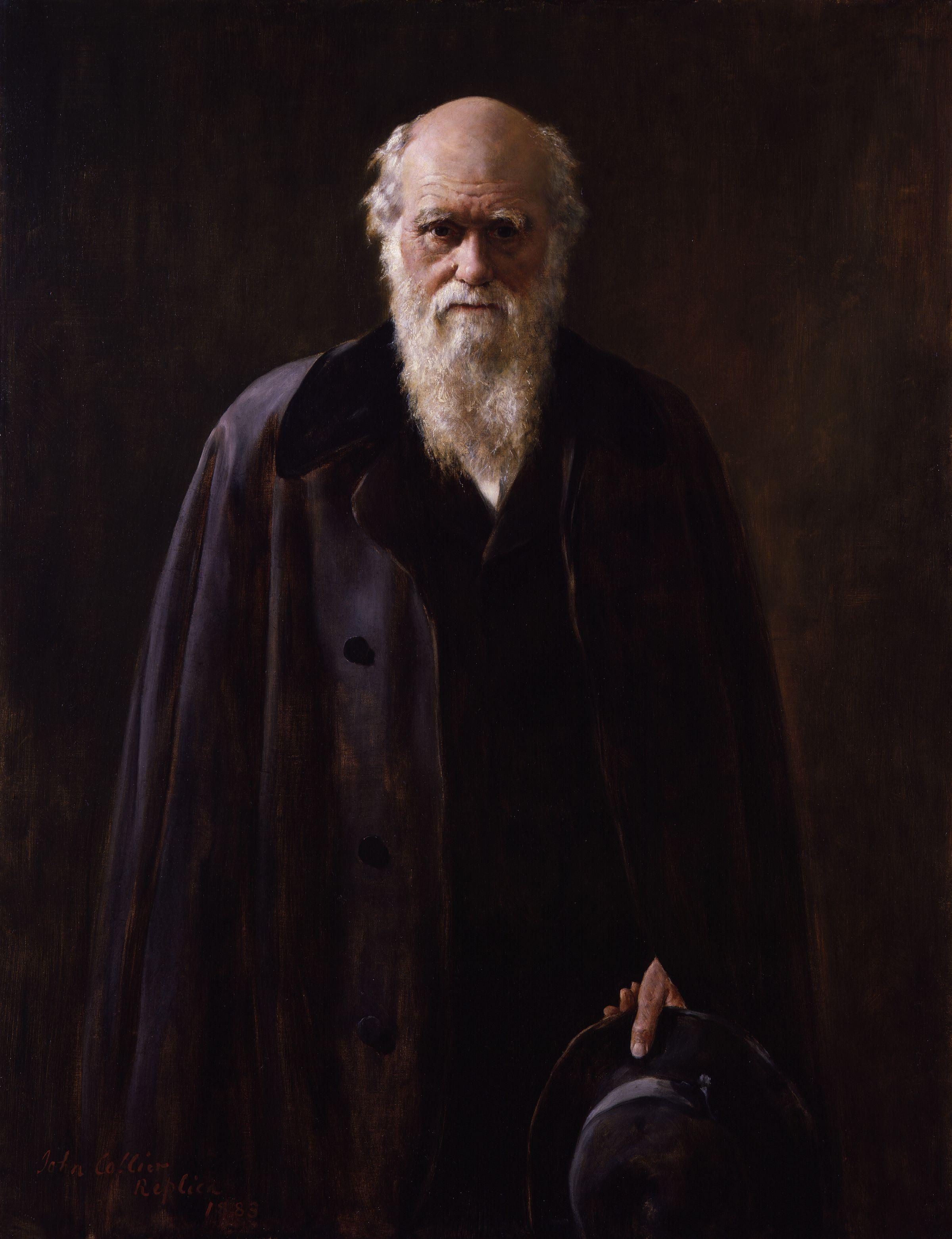
پرتره‌ای از داروین ترسیم‌شده توسط جان کالیر

داروین ابتدا به هیچ وجه درپی به چالش کشیدن فرضیهٔ ثبات گونه‌ها نبود ولی ادامهٔ پژوهش سؤالات بی‌پاسخ بسیاری پیش پایش می‌گذاشت. یک سال پیش از شروع سفر، کتاب جنجال‌برانگیزی از چارلز لایل منتشر شده بود به نام «اصول زمین‌شناسی» که داروین نسخه‌ای از آن را همراه خود داشت. نویسنده در این کتاب مدعی شده بود که سطح زمین بر اثر فرایندهای تدریجی تغییر می‌کند و دگرگونی پوسته زمین جریانی یکنواخت در طبیعت در طول تاریخ این کره است. وی توضیح می‌دهد که هر نوع موجود زنده ابتدا در مرکزی رشد می‌کند و از آن نقطه پخش شده است و نشان داد که مدتی دوام آورده تا تدریجاً از میان رفته و جای خود را به گونه‌های دیگر داده است و آن را اصل مراکز آفرینش می‌نامد. از این رو او نتیجه گرفت که پیدایش گونه‌های جدید جریانی پیوسته و یکنواخت در طول تاریخ زمین است. این نظریات که کاملاً برخلاف باورهای رایج زمانه بود، سر و صدای بسیاری در محافل علمی برانگیخت. داروین با بررسی لایه‌های سنگی و سنگواره‌ها در نقاط مختلف شواهد بسیاری در تأیید نظریات لایل یافت. در جزایر گالاپاگوس او فسیل‌هایی بسیار نزدیک ولی نه کاملاً همانند با اشکال زنده پیدا کرد. وی مشاهده کرد که لاک‌پشت‌های ساکن در هر جزیره اندکی با لاک‌پشت‌های جزیره مجاور متفاوتند و سهره‌های جزیره‌های مختلف تفاوت کمی با یکدیگر دارند. از نظر داروین بهترین توضیح آن بود که گونه‌ها تغییر می‌کنند و اعضای هر گونه نیای مشترکی دارند.
چهل سال پیش از او دانشمندی به نام تامس مالتوس در مقاله‌ای مدعی شده بود که سرعت رشد جمعیت آدمیان بیش از میزان تولید غذاست و چنانچه جمعیت بشر به طریقی کنترل نشود، با گذشت چند دهه غذای کافی برای همگان وجود نخواهد داشت و آدمی مجبور است برای به دست آوردن آن مبارزه کند.
داروین دریافت که آموزه‌های مالتوس نظریات او را تکمیل می‌کند. او نتیجه گرفت که پس از ایجاد تغییر در موجودات زنده، گونه‌هایی که با محیط طبیعی ناسازگار گشته‌اند حذف می‌شوند و گونه‌هایی که تغییراتشان آن‌ها را با محیط طبیعی سازگارتر کرده است، جای آن‌ها را می‌گیرند. داروین این پدیده را انتخاب طبیعی نامید.
از سال ۱۸۳۶ تا ۱۸۵۸ داروین مخفیانه و در اوقات فراغت روی نظریهٔ انقلابی‌اش کار می‌کرد. او دیگر به وجود فرگشت موجودات زنده یقین پیدا کرده بود ولی از آن بیم داشت که با علنی کردن آن از سوی گروه‌های تندرو به کفرگویی متهم شود. او که می‌دانست با مطرح شدن نظریه‌اش چه جنجالی در جامعه و محافل علمی بر پا می‌شود، کوشید با انجام دادن آزمایش‌های فراوان روی گیاهان و جانوران و استفاده از تجربیات پرورش‌دهندگان کبوتر و خوک شواهد کافی و علمی برای نظریه‌اش فراهم آورد.

## ارائه نظریه فرگشت
پژوهش‌های داروین به آرامی پیش می‌رفت. در سال ۱۸۴۲ مقاله خلاصه‌ای از نظریه‌اش تألیف کرد و در سال ۱۸۴۴ رساله‌ای ۲۴۰ صفحه‌ای دربارهٔ انتخاب طبیعی نوشت. با وجود اصرار دوستان، وی همچنان در انتشار گسترده نظریاتش مردد بود و نتایج پژوهش‌های خود را تنها با برخی همکاران نزدیکش همچون چارلز لایل و جوزف دالتون هوکر در میان می‌گذاشت؛ اما دریافت نامه‌ای در ژوئن ۱۸۵۸ داروین را واداشت تا تردیدهایش را کنار بگذارد. نویسنده نامه زیست‌شناس جوانی بود به نام آلفرد راسل والاس که در بورنئو کار می‌کرد. او نیز دربارهٔ فرگشت به همان اندیشه‌های داروین رسیده بود. داروین ظرف دو هفته مقاله‌ای تهیه کرد و همراه با مقاله والاس به «انجمن علمی لینیان» (Linnean Society of London) فرستاد. دوستانش ترتیبی دادند که هر دو مقاله با هم عرضه شود اما همراه با مدارکی که حق تقدم داروین را ثابت کند. داروین که اراده‌اش بر اثر آگاهی از وجود رقابت برانگیخته شده بود پس از ارائه مقاله شروع به نوشتن کتابی کرد با عنوان «پیرامون آغاز گونه‌ها به وسیله انتخاب طبیعی یا بقای نژادهای اصلح در تنازع برای بقا». در این کتاب که سپس به عنوان «آغاز گونه‌ها» مشهور شد، وی کوشید نظریه فرگشت به وسیله انتخاب طبیعی را توضیح دهد و مدارک علمی برای آن ارائه کند.

## نظریهٔ داروین-والاس

داروین به شکل یک کَپی که در واکنش به انتشار تبار انسان کشیده شده است. (از هورنت، ۲۲ مارس ۱۸۷۱)

نظریهٔ داروین-والاس بر اساس سه مشاهده و دو نتیجهٔ کلی حاصل از این مشاهده‌ها، پایه‌گذاری شده است.
- مشاهده: اگر مقاومت محیطی نباشد، هر نوع جانداری، به قاعده تصاعد هندسی افزایش می‌یابد. به گفته دیگر، جمعیتی که در سال اول تعداد افرادش را دو برابر می‌سازد، بالقوه می‌تواند تعداد افرادش را در سال دوم، چهار برابر و در سال سوم، هشت برابر کند.
- مشاهده: اما در طبیعت، اگرچه گاه تغییراتی در اندازه جمعیت گونه‌ها رخ می‌دهد، اندازه جمعیت هر گونه از جانداران، در خلال مدتی طولانی ثابت می‌ماند.

نتیجه: پیداست که همهٔ گامت‌ها به زیگوت تبدیل نمی‌شوند، همهٔ زیگوت‌ها به صورت جانداران بالغ در نمی‌آیند و همهٔ افراد بالغ باقی نمی‌مانند و تولید مثل نمی‌کنند؛ بنابراین بایستی تنازع برای بقا در میان باشد.
- مشاهده: همهٔ افراد یک نوع جاندار نظیر یکدیگر نیستند، بلکه نسبت به هم تفاوت‌های فردی عمده‌ای نشان می‌دهند.

نتیجه: بنابراین، در تنازع بقا، افرادی که دارای تفاوت‌های مساعدترند، مزیتی در رقابت با دیگران خواهند داشت. پس تعداد بیشتری از آن‌ها باقی می‌مانند و فرزندان پرشمارتری تولید خواهند کرد.
چنان‌که دیده می‌شود، داروین و والاس محیط را علت اصلی انتخاب طبیعی می‌دانستند، یعنی محیط کم‌کم جانداران دارای ویژگی‌های ناسازگار را از میان می‌برد و جانداران دارای ویژگی‌های سازگار را حفظ می‌کند. پس از گذشت نسل‌های بسیار و متوالی و تأثیر مداوم انتخاب طبیعی، سرانجام گروهی جاندار یک ویژگی یا تعدادی ویژگی جدید و سازگار را به درجه‌ای خواهد رساند که به صورت گونه‌ای جدید، از گونهٔ اجدادی ظاهر خواهد شد.

## دیدگاه دینی چارلز داروین
چارلز داروین در نوجوانی با هدف تبدیل شدن به یک روحانی آنگلیکن به دانشگاه کمبریج رفت. اما به تدریج عقاید مذهبی خود را از دست داد. او بخشی از عقاید خود را در کتاب زندگی‌نامه خود آورده است. داروین در صفحه ۸۵ و ۸۷ کتاب خود می‌نویسد: «من سزاوار این هستم که به عنوان یک خداباور شناخته شوم. این نتیجه‌گیری تا آنجا که به یاد دارم در ذهنم پرنگ بود، زمانی که در حال نوشتن کتاب خاستگاه گونه‌ها بودم. و به تدریج با تمام‌شدن کتاب این نتیجه‌گیری در من، ضعیف و ضعیف‌تر شد» داروین در ادامه می‌گوید: «ولی به هیچ روی مشتاق نبودم که باور خویش را از دست بدهم با این همه ناباوری بر من غلبه کرد تا اینکه تمام وجودم را فراگرفت. این تحول چنان آهسته رخ داد که من حتی یک لحظه هم احساس نکردم که تصمیم نادرستی گرفته‌ام. در واقع من درست نمی‌فهمم که چرا باید یک آدم آرزو داشته باشد که مسیحیت بر حق باشد، از قرار معلوم بر اساس نصح صریح متن [انجیل] باید گفت آدم‌هایی که ایمان نداشته باشند، از جمله پدرم برادرم و تقریباً همه دوستانم باید تا ابد مجازات گردند. و بنابراین چنین آموزه‌ای یک آموزه نفرت‌انگیز است با این حال وی در سال ۱۸۷۹ در نامه‌ای به یکی از دوستان خود می‌نویسد: «در شدیدترین نوسان‌هایم، هرگز یک آتئیست به معنای منکر وجود خدا نبوده‌ام. فکر می‌کنم به‌طور کلی و هر چه سنم بیشتر می‌شود، اما نه همیشه، واژهٔ آگنوستیک (ندانم‌گرا) توصیف درست‌تری از وضعیت فکری من به دست می‌دهد»

## آنچه که داروین گفت

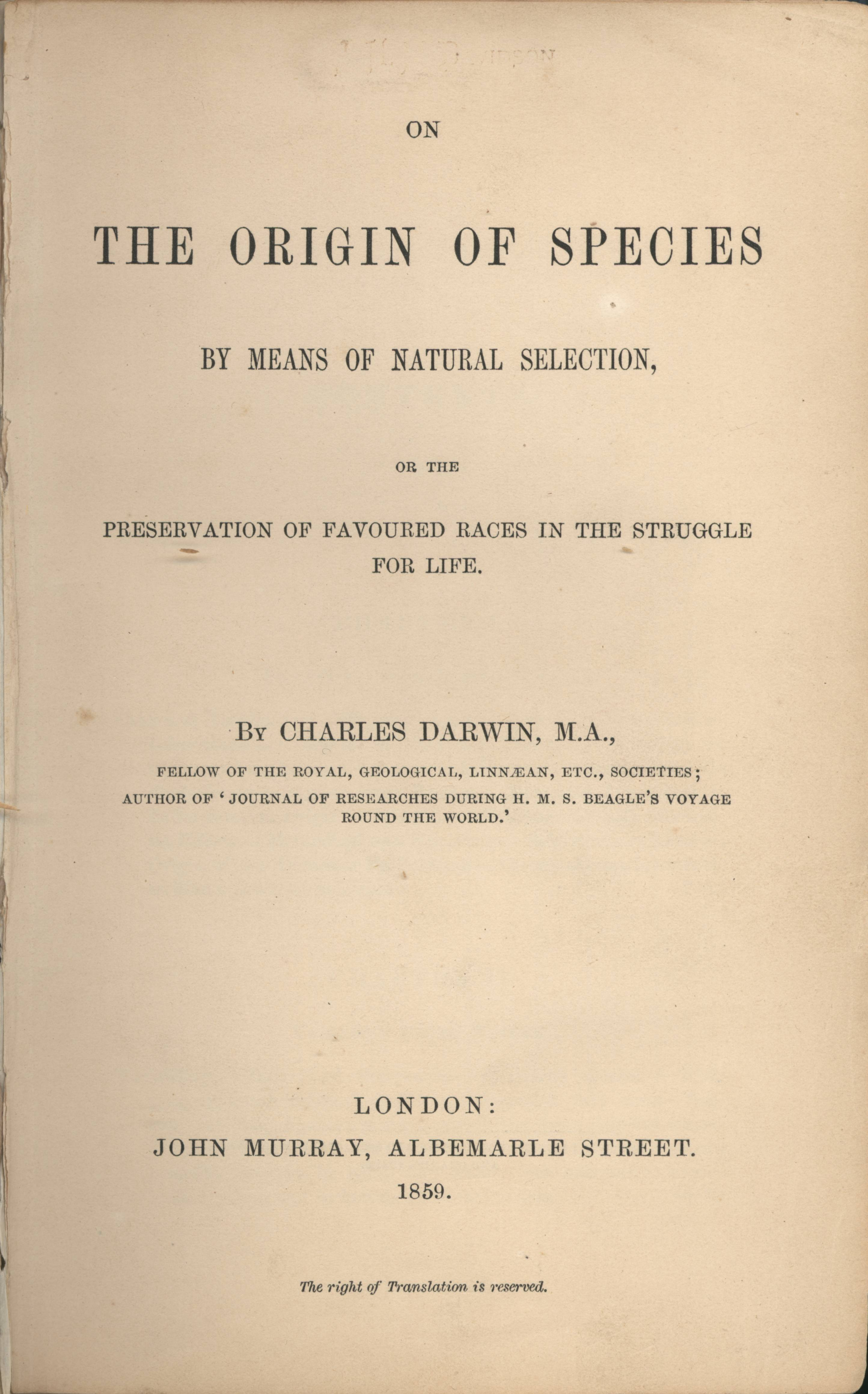
صفحه اصلی کتاب خاستگاه گونه‌ها (۱۸۵۹)

داروین از روی آزمایش‌هایش در مورد پرورش جانوران و مشاهدهٔ طبیعت متوجه شد که زادگانی بیشتر از آنچه زنده می‌مانند به وجود می‌آیند. این موضوع در مورد گیاهان و جانوران از درختان تا فیل‌ها و هرچه که میان آن‌ها است، صادق بود. برخی از جانوران میلیون‌ها تخم با هزاران لارو تولید می‌کنند، و برخی گیاهان میلیون‌ها هاگ یا دانه ایجاد می‌کنند، اما خوشبختانه اکثریت بزرگی از این تولیدمثل اضافی به دوران بلوغ نمی‌رسد.
نیروی بینش صبورانه و دقیق داروین منتهی به تشخیص این شد که در طبیعت تفاوت‌هایی وجود دارد. در توله‌های یک سگ، بچه‌های ماهی کپور، افراد کشتی‌چسب یا گل ثعلب هیچگاه دو فرد شبیه همدیگر نیستند. جوانه‌زدن دانه‌های یک گیاه، نهال‌های متفاوتی به وجود می‌آورند. نبوغ داروین در این بود که فهمید این تولیدمثل اضافی به تفاوت‌ها مربوط می‌شود. سرانجام او به این تشخیص رسید که برای به دست آوردن منابع در طبیعت رقابت وجود دارد و این‌که تفاوت‌هایی که بهتر از همه با محیط خود سازگاری یافته‌اند افرادی را که کمتر سازگاری یافته‌اند از میدان به‌در می‌کنند.
از آنجایی که محیط زیست این انتخاب را انجام می‌دهد، او آن را انتخاب طبیعی نامید در برابر انتخاب مصنوعی که توسط به‌نژادگران انجام می‌شود. این فرایند به انشقاق همراه با تغییر منجر می‌شود که تعریف او از فرگشت بود. امروزه از دانش ژنتیک، که در زمان داروین ناشناخته بود، برای درک شیوهٔ کار این فرایند استفاده می‌شود. انشقاق همراه با تغییر را می‌توان به شکل تغییر در تکرر ژن‌ها توصیف کرد، تغییری در نسبت یک ژن تغییر یافته در میان تمام شکل‌های احتمالی دیگر همان ژن. انتخاب طبیعی تولید مثل افتراقی است. با بیان دیگر، در یک محیط زیست یک شکل بیشتر از شکل‌های دیگر زادگان خود را به جا می‌گذارد. محیط زیست عامل انتخاب‌کننده است.
داروین هیچ اطلاعی از منبع این تغییرات نداشت و هیچ راهی وجود نداشت تا او بفهمد که این تغییراتی را که او در آزمایش‌هایش بر روی پرورش جانوران مشاهده می‌کند اشتباه‌های شیمیایی، یا تغییرهای ناگهانی موروثی در یک ژن (جهش) هستند.
به‌طور خلاصه فرگشت عبارت است از انشقاق همراه با تغییر (تغییر در توالی ژن‌ها) که در اثر انتخاب طبیعی (تولیدمثل افتراقی) پیش می‌آید، و بر روی تغییراتی که در نتیجه جهش و عوامل دیگر ایجاد شده است اثر می‌گذارد، در حالی که محیط زیست کار انتخاب طبیعی را انجام می‌دهد.

## اثبات ژنتیکی فرگشت
امروزه با پیشرفت علم ژنتیک و بیوتکنولوژی، قابلیت مقایسه میان دی‌ان‌ای افراد و موجودات از طریق نشانگرهای مولکولی فراهم گشته است. از این قابلیت برای شناسایی قرابت و شباهت موجودات با یکدیگر، همچنین برای جرم‌شناسی و تشخیص والد و فرزند در مسائل قضایی و حقوقی استفاده می‌شود؛ آزمایش دی‌ان‌ای نشان داده است که تفاوت میان دی‌ان‌ای انسان و شامپانزه در حدود یک درصد است و این خود مهر تأییدی بر نظریهٔ فرگشت (تکامل) می‌باشد.

## دلیل مخالفت‌ها
به گفتهٔ جیمز واتسون در مقدمهٔ کتابش ژنتیک مولکولی، با وجود مخالفت‌ها نظریهٔ فرگشت (تکامل) در دهه ۱۸۶۰ اثبات شد اما بسیاری همچنان به‌شدت به مخالفت‌های خود ادامه می‌دادند که مخالفت‌های آنان منشأ علمی نداشته و ناشی از تعصبات و باورهای مذهبی است.

## استفادهٔ غیرعلمی از نظریات او
نظریهٔ داروین در مواردی به‌کار رفته که خود او بی‌شک از این‌گونه تفسیرها بیزار بوده‌است. یکی از این موارد استفادهٔ فاشیسم از ایدهٔ انتخاب طبیعی و بقای اصلح برای اثبات برتری بعضی نژادها است. به‌همین‌گونه، از جنگ بین اقوام نیز از این منظر حمایت می‌شود که ضعفا از بین می‌روند و جای خود را به قویان واگذار می‌کنند. مارکسیست‌ها نیز برای توجیه مبارزات طبقاتی داروینیسم را تحریف کردند. شرکت‌های بزرگ اقتصادی نیز رحم و شفقتی در راه و رسم کار خود نداشتند، و داروینیسم را پدیده‌ای می‌دانستند که شرکت‌های کوچک را در یک سرزمین به‌نفع شرکت‌های بزرگ از بین می‌برد.